# The You Yangs
The You Yangs är ett berg i Australien. Det ligger i regionen Greater Geelong och delstaten Victoria, omkring 48 kilometer väster om delstatshuvudstaden Melbourne. Toppen på The You Yangs är 364 meter över havet, eller 243 meter över den omgivande terrängen. Bredden vid basen är 7,7 km.
Närmaste större samhälle är Lara, omkring 10 kilometer söder om The You Yangs. 
I omgivningarna runt The You Yangs växer huvudsakligen savannskog. Runt The You Yangs är det mycket glesbefolkat, med 4 invånare per kvadratkilometer. Genomsnittlig årsnederbörd är 815 millimeter. Den regnigaste månaden är juni, med i genomsnitt 102 mm nederbörd, och den torraste är januari, med 27 mm nederbörd.